# Нью-Гейвен (Іллінойс)
Нью-Гейвен (англ. New Haven) — селище (англ. village) в США, в окрузі Ґаллатін штату Іллінойс. Населення — 399 осіб (2020).

## Географія
Нью-Гейвен розташований за координатами 37°53′55″ пн. ш. 88°7′36″ зх. д. / 37.89861° пн. ш. 88.12667° зх. д. (37.898529, -88.126753).  За даними Бюро перепису населення США в 2010 році селище мало площу 3,25 км², з яких 3,18 км² — суходіл та 0,07 км² — водойми.

## Демографія
Згідно з переписом 2010 року, у селищі мешкали 433 особи в 195 домогосподарствах у складі 110 родин. Густота населення становила 133 особи/км².  Було 225 помешкань (69/км²).
Расовий склад населення:
| - 100,0 % — білих |

До двох чи більше рас належало 0,0 %. Частка іспаномовних становила 0,7 % від усіх жителів.
За віковим діапазоном населення розподілялося таким чином: 19,6 % — особи молодші 18 років, 58,7 % — особи у віці 18—64 років, 21,7 % — особи у віці 65 років та старші. Медіана віку мешканця становила 43,7 року. На 100 осіб жіночої статі у селищі припадало 89,9 чоловіків;  на 100 жінок у віці від 18 років та старших — 87,1 чоловіків також старших 18 років.
Середній дохід на одне домашнє господарство  становив 43 231 долар США (медіана — 35 809), а середній дохід на одну сім'ю — 52 449 доларів (медіана — 43 438). Медіана доходів становила 46 250 доларів для чоловіків та 37 917 доларів для жінок. За межею бідності перебувало 23,6 % осіб, у тому числі 28,6 % дітей у віці до 18 років та 3,4 % осіб у віці 65 років та старших.
Цивільне працевлаштоване населення становило 132 особи. Основні галузі зайнятості: освіта, охорона здоров'я та соціальна допомога — 25,8 %, виробництво — 17,4 %, роздрібна торгівля — 11,4 %, сільське господарство, лісництво, риболовля — 11,4 %.